# Vladimír Štička
Vladimír Štička (28. prosince 1918 – ???) byl český a československý politik Československé sociální demokracie, pak Komunistické strany Československa a poúnorový poslanec Národního shromáždění ČSR.

## Biografie
Roku 1948 se uvádí jako úředník a tajemník ČSSD.
Po únorovém převratu v roce 1948 patřil k frakci tehdejší sociálně demokratické strany loajální vůči Komunistické straně Československa, která v sociální demokracii převzala moc,proměnila ji na spojence komunistického režimu a během roku 1948 sloučila s KSČ. V červnu 1948 byl v souvislosti se sloučením ČSSD a KSČ kooptován jako člen Ústředního výboru Komunistické strany Československa.
Ve volbách roku 1948 byl zvolen do Národního shromáždění za ČSSD ve volebním kraji Praha. Po sloučení ČSSD s KSČ přešel v červnu 1948 do poslaneckého klubu komunistů. V parlamentu zasedal do konce funkčního období, tedy do voleb v roce 1954.
V roce 1952 se uvádí jako vedoucí tajemník Krajského výboru Sokola v Praze.